# Alonso Ortiz de Zúñiga y Leyva
Alonso Ortiz de Zúñiga y Leyva o Alonso Ortiz de Leyva (Sevilla-Madrid, 7 de diciembre de 1660) fue un noble español, hijo de Juan Ortiz de Leyva y Guzmán y de su esposa Ana de Jaén y Ávila.

## Biografía
Fue tesorero y del Consejo de Felipe IV de España, estribero mayor y mayordomo mayor de la reina Isabel de Borbón, caballero de la Orden de Santiago y de la Orden de Alcántara y alférez mayor de Sevilla.

## Matrimonio y descendencia
Se casó en la iglesia de San Martín, Madrid, el 19 de octubre de 1642 con Juana Antonia Fajardo de Guevara (Cádiz-Madrid, 24 de octubre de 1647, sepultada en San Jerónimo el Real), heredera del marquesado y de los señoríos de su casa por sucessión a su sobrino-nieto el V marqués, hija de Juan Fajardo de Tenza, I vizconde de Monteagudo y luego I marqués de Espinardo, señor de las villas de Ontur, Albatana, Espinardo y Mojón Blanco, y de su mujer y prima hermana Leonor María Fajardo de Guevara, señora de la villa, hacienda y mayorazgo de la Vega de Morata, de la villa de Ceutí y del castillo, villa, casa y mayorazgo de Monteagudo, de quién tuvo una hija: 
- Ana María Ortiz de Zúñiga Leyva y Fajardo, (bau. Madrid, Iglesia de San Martín, 15 de octubre de 1644 - Madrid, 6 de febrero de 1725, sep. Convento de las Descalzas Reales), VII marquesa de Espinardo, señora de las villas de Ontur, Albatana y Mojón Blanco, de la villa, hacienda y mayorazgo de la Vega de Morata, de la villa de Ceutí y del castillo, villa, casa y mayorazgo de Monteagudo, casada en San Martín de Madrid el 14 de noviembre de 1661 con Diego de Vera de Alburquerque y Mosquera (Mérida, baut. 5 de mayo de 1640-ibidem, 8 de octubre de 1688), VII señor de los mayorazgos de Palazuelo y Carija, de quién fue segunda mujer, con descendencia